# Fletxes de desplaçament

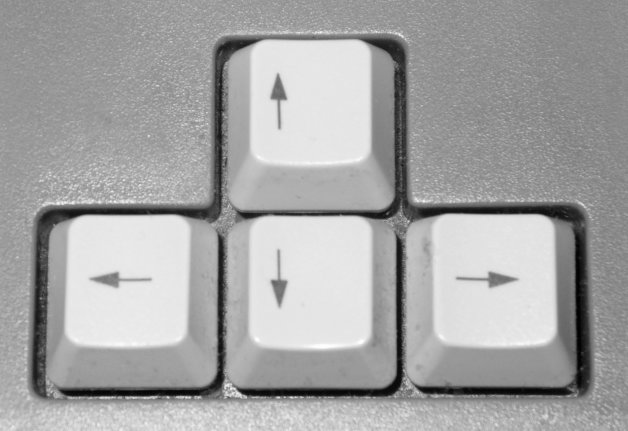
Fletxes de desplaçament

Les fletxes de desplaçament o tecles de direcció de l'ordinador es fan servir per a desplaçar-se pel text d'un processador de textos o bé un formulari, i també per a fer baixar i pujar a poc a poc una plana web o algun altre tipus de pàgina que es mostri per pantalla.